# (35320) 1997 BR8
1997 BR8 (asteroide 35320) é um asteroide da cintura principal. Possui uma excentricidade de 0.15057110 e uma inclinação de 15.09918º.
Este asteroide foi descoberto no dia 30 de janeiro de 1997 por Herman Mikuz em Crni Vrh.